# North Okanagan (circonscription britanno-colombienne)
Pour les articles homonymes, voir Okanagan (homonymie).
Circonscription électorale provinciale du Canada
North Okanagan est une ancienne circonscription provinciale de la Colombie-Britannique représentée à l'Assemblée législative de la Colombie-Britannique de 1916 à 1979.

## Géographie
La circonscription était située dans le nord de la région de l'Okanagan, elle-même au centre-sud de la province.

## Liste des députés
| Législature                                 | Années                           | Député                           | Député                           | Parti                            |
| North Okanagan Issue de Okanagan            | North Okanagan Issue de Okanagan | North Okanagan Issue de Okanagan | North Okanagan Issue de Okanagan | North Okanagan Issue de Okanagan |
| ------------------------------------------- | -------------------------------- | -------------------------------- | -------------------------------- | -------------------------------- |
| 14e                                         | 1916–1920                        |                                  | Kenneth Cattanach MacDonald      | Libéral                          |
| 15e                                         | 1920–1924                        |                                  | Kenneth Cattanach MacDonald      | Libéral                          |
| 16e                                         | 1924–1924                        |                                  | Kenneth Cattanach MacDonald      | Libéral                          |
| 16e                                         | 1924-1926                        |                                  | Arthur Ormiston Cochrane         | Conservateur                     |
| 16e                                         | 1926-1927                        |                                  | Vacant                           | Vacant                           |
| 16e                                         | 1927-1928                        |                                  | William Farris Kennedy           | Conservateur                     |
| 17e                                         | 1928–1930                        |                                  | William Farris Kennedy           | Conservateur                     |
| 17e                                         | 1930-1933                        |                                  | George Heggie                    | Conservateur                     |
| 18e                                         | 1933–1937                        |                                  | Kenneth Cattanach MacDonald      | Libéral                          |
| 19e                                         | 1937–1941                        |                                  | Kenneth Cattanach MacDonald      | Libéral                          |
| 20e                                         | 1941–1945                        |                                  | Kenneth Cattanach MacDonald      | Libéral                          |
| 21e                                         | 1945–1945                        |                                  | Kenneth Cattanach MacDonald      | Coalition                        |
| 21e                                         | nov.-déc. 1945                   |                                  | Vacant                           | Vacant                           |
| 21e                                         | déc. 1945-1949                   |                                  | Charles William Morrow           | Coalition                        |
| 22e                                         | 1949–1952                        |                                  | Charles William Morrow           | Coalition                        |
| 23e                                         | 1952–1953                        |                                  | Lorne Shantz                     | Créditiste                       |
| 24e                                         | 1953–1956                        |                                  | Lorne Shantz                     | Créditiste                       |
| 25e                                         | 1956–1960                        |                                  | Lorne Shantz                     | Créditiste                       |
| 26e                                         | 1960–1963                        |                                  | Lorne Shantz                     | Créditiste                       |
| 27e                                         | 1963–1965                        | George William McLeod            |                                  | Créditiste                       |
| 27e                                         | 1965-1966                        |                                  | Vacant                           | Vacant                           |
| 28e                                         | 1966–1969                        |                                  | Patricia Jane Jordan             | Créditiste                       |
| 29e                                         | 1969–1972                        |                                  | Patricia Jane Jordan             | Créditiste                       |
| 30e                                         | 1972-1975                        |                                  | Patricia Jane Jordan             | Créditiste                       |
| 31e                                         | 1975–1979                        |                                  | Patricia Jane Jordan             | Créditiste                       |
| Circonscription abolie, voir Okanagan North |                                  |                                  |                                  |                                  |